# Astragalus alopecuroides
Astragalus alopecuroides är en ärtväxtart som beskrevs av Carl von Linné. Astragalus alopecuroides ingår i släktet vedlar, och familjen ärtväxter.
Blomman är blekt gul.

## Underarter
Arten delas in i följande underarter:
- A. a. alopecuroides
- A. a. grossii